# François Ledrappier

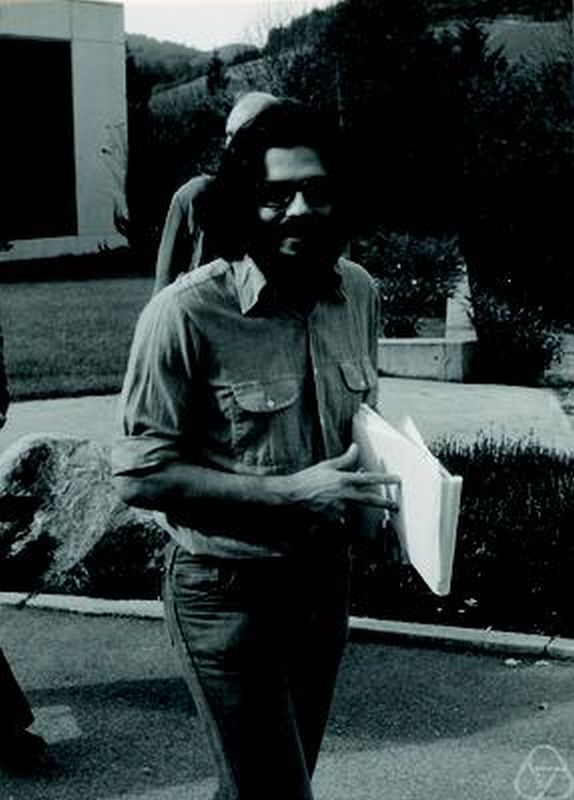
François Ledrappier, Oberwolfach 1976

François Ledrappier (* um 1946) ist ein französischer Mathematiker.
Ledrappier erhielt 1967 seinen Abschluss von der Ecole Polytechnique und wurde 1975 an der Universität Paris VI promoviert bei Jacques Neveu.  Er lehrte an der Universität Paris VI und ist Professor an der University of Notre Dame, an der er inzwischen emeritiert ist.
Er befasst sich mit geometrischen Gruppenwirkungen zum Beispiel in geodätischen Flüssen auf kompakten Mannigfaltigkeiten negativer Krümmung und anderen dynamischen Systemen sowie in Irrfahrten. Seine Untersuchungen haben Bezüge zur Ergodentheorie und geometrischen Maßtheorie.
1994 war er Invited Speaker auf dem Internationalen Mathematikerkongress in Zürich (Application of dynamics to compact manifolds of negative curvature).
2016 erhielt er den Sophie-Germain-Preis.
Zu seinen Doktoranden gehört Nalini Anantharaman.

## Schriften
- mit Mark Pollicott: Ergodic properties of linear action of (2x2) matrices. Duke Math. J., Band 116, 2003, S. 353–388.
- mit Elon Lindenstrauss: On the projections of measures invariant under the geodesic flow, Int. Math. Res. Not. 2003, Nr. 9, S. 511–526.
- mit Martine Babillot: Geodesic paths and horocycle flow on abelian covers, in: Lie groups and ergodic theory (Mumbai, 1996), S. 1–32, Tata Inst. Fund. Res. Stud. Math., 14, Tata Inst. Fund. Res., Bombay, 1998.
- mit Lai-Sang Young: The metric entropy of diffeomorphisms, Annals of Mathematics, Band 122, 1985, S. 509–574.
- Un champ markovien peut être d’entropie nulle et mélangeant, C. R. Acad. Sci. Paris Sér. A-B, Band 287, 1978, S.  A561—A563.